# Robotyka ławicy

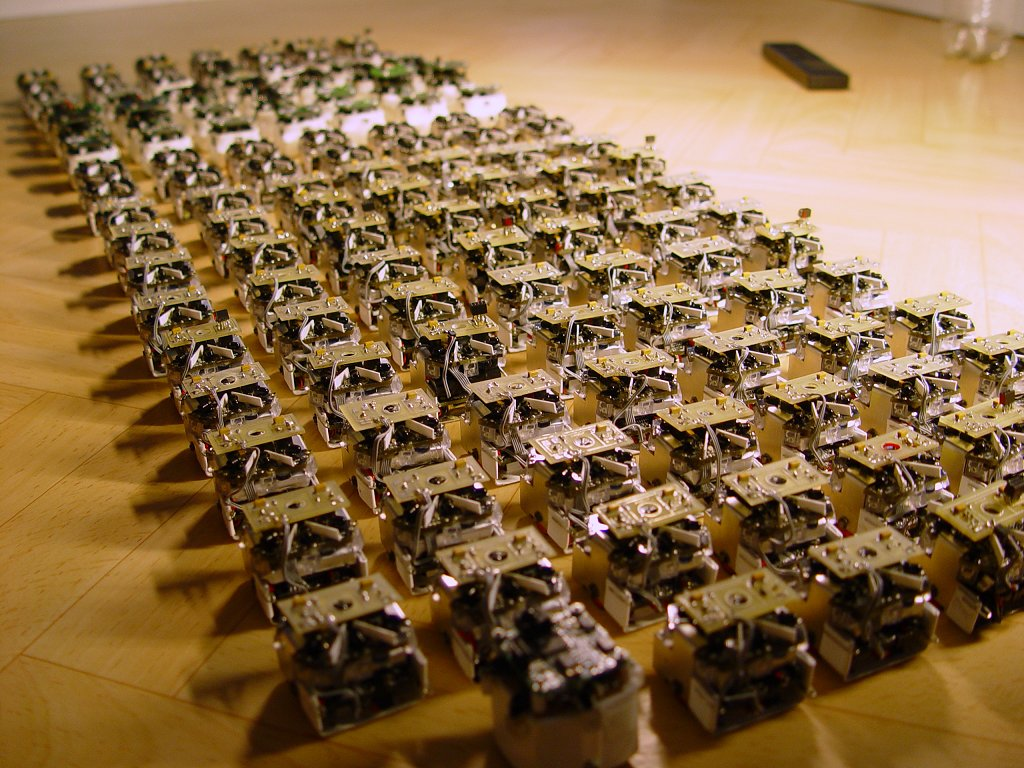
Duża liczba robotów rozwiązująca jedno zadanie

Robotyka ławicy lub roju (ang. swarm robotics) – koncepcja, w której zamiast pojedynczego robota występuje rój robotów, będących w stanie wspólnie rozwiązać dany problem, np. dzięki zastosowaniu algorytmu mrówkowego.
Podczas gdy każdy robot może działać samodzielnie, cała grupa robotów może być postrzegana jako jeden wielki system przetwarzania rozproszonego. Pojedyncze roboty mogą np. przekazywać sobie nawzajem informacje.
Przykładem zastosowania może być poszukiwanie i przeniesienie dużego przedmiotu. Roboty szukają przedmiotu, każdy idąc w swoim kierunku. Gdy jeden odnajdzie przedmiot, przekazuje informację innym robotom, które wyruszają w kierunku robota, który nadał sygnał. Wówczas cała grupa przenosi przedmiot we wskazane miejsce.